# 1678 az irodalomban
Az 1678. év az irodalomban.

## Új művek
- február 18. – John Bunyan regénye, A zarándok útja (A zarándok útja a jelenvaló világból az eljövendőbe; The Pilgrim's Progress from This World to That Which Is to Come), keresztény allegória (első rész).[1]
- Madeleine de La Fayette La Princesse de Clèves (Clèves hercegnő) című regénye.

## Halálozások
- január 17. – Petrus Mederus erdélyi szász költő, evangélikus lelkész (* 1602)
- augusztus 16. – Andrew Marvell, az angol metafizikus költők egyike (* 1621)
- október 6. – Komáromi Csipkés György, bibliafordító;  nyelvtaníró; a magyar barokk teológiai irodalom képviselője (* 1628, vagy: 1630)[2])